# Раставица (река)
Раставица, Роставица — река на Украине, протекает по Винницкой, Житомирской и Киевской областях. Левый приток реки Рось (бассейн Днепра).

## Общие данные
Длина Раставицы — 116 км, площадь бассейна — 1465 км². Долина трапециевидная, глубокая (до 40 м), шириной до 2,5 м. Пойма в верхнем течении заболочена, ниже — осушена; средняя ширина поймы 400 м. Русло извилистое, на отдельных участках разветвлённое. Средняя ширина русла в верховье — 7-15 м, в нижнем течении — 12-30 м, глубина до 2-2,5 м (в среднем течении). Уклон реки 1,3 м/км. Питание — дождевое и снеговое. В нижнем течении построены 3 водохранилища, есть немало прудов. Средний расход воды в устье Раставицы составляет 3,59 м³/с.
Используется для промышленного водоснабжения и орошения.
Высота истока — 300 м над уровнем моря. Высота устья — 157 м над уровнем моря.

## Расположение
Раставица берёт начало у южной окраины города Казатина. Протекает по Приднепровской возвышенности, в пределах Хмельникского района Винницкой области, Бердичевского и Житомирского районов Житомирской области и Белоцерковского района Киевской области. Сначала река течёт на юго-восток, затем поворачивает на северо-восток, между селом Паволочь и Голубятин снова поворачивает на юго-восток. Впадает в Рось напротив села Пилипча.
На Раставице стоит пгт Ружин.

## Крупнейшие притоки
Ситна, Шапова, Постел, Паволочка (левые); Вербовка (правый).

## История
В древнерусскую эпоху на Раставице находились города Неятин и Ростовец, входившие в Поросскую оборонительную линию. Поскольку сама Раставица ни разу не упоминается в летописях, она могла в то время считаться началом Роси.